# Bolmsö

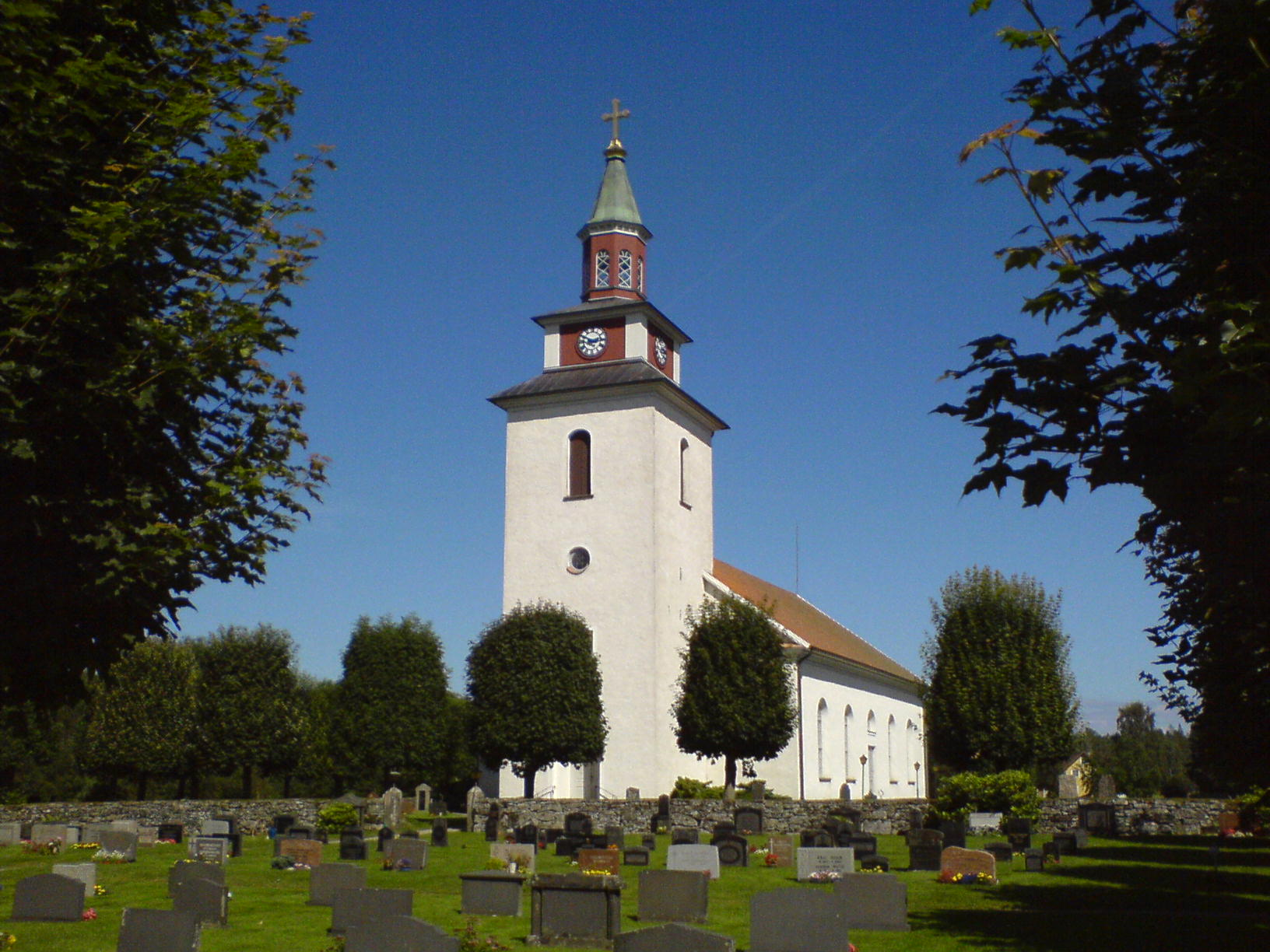
kerk in Bolmsö

Bolmsö is een eiland in het Bolmenmeer in de gemeente Ljungby in Småland. Het had 382 inwoners in 1998.
Het heeft 530 historische overblijfselen; waaronder dolmen, met keien bedekte graven in variërende vormen en speciaal de grote driehoekige graven. De overheersende vorm van graven zijn de grote tumuli uit de ijzertijd; met toevoeging van stelae, steencirkels en grote steenschepen.
In de Hervarar saga, wordt gezegd dat Arngrim en zijn twaalf wilde zonen, die tegen Hjalmar vochten, afkomstig waren van Bolsö. Dit wordt gevolgd door Saxo Grammaticus die Arngrim beschrijft als een Zweedse berserker. Volgens de latere H en U versies van de Hervarar saga was het het eiland Bolm in Hålogaland.

## Bron
- Nationalencyklopedin